# Norges Fri-idrettsforbund
Norges Fri-idrettsforbund (NFIF) ordnar med den organiserade friidrotten i Norge. Förbundet bildades den 1 maj 1896 som "Norsk Idrætsforbund" och hade fram till 1945, då Norges Orienteringsforbund bildades, även hand om orienteringen.

### Fotnoter
1. ↑  Bryhn, Rolf. ”Norges Fri-idrettsforbund” (på Norwegian). Store norske leksikon. Oslo: Kunnskapsforlaget. http://www.snl.no/Norges_Fri-idrettsforbund. Läst 10 april 2011.
2. ↑  ”Organisasjon” (på Norwegaian). Norges Friidrettsforbund. Arkiverad från originalet den 6 maj 2011. https://web.archive.org/web/20110506155719/http://www.friidrett.no/ORGANISASJON/Sider/default.aspx. Läst 10 april 2011.